# Bonnet de bain
Pour les articles homonymes, voir Bonnet.
Ne doit pas être confondu avec Bonnet de douche.
Le bonnet de bain est un bonnet spécialement conçu pour la natation.

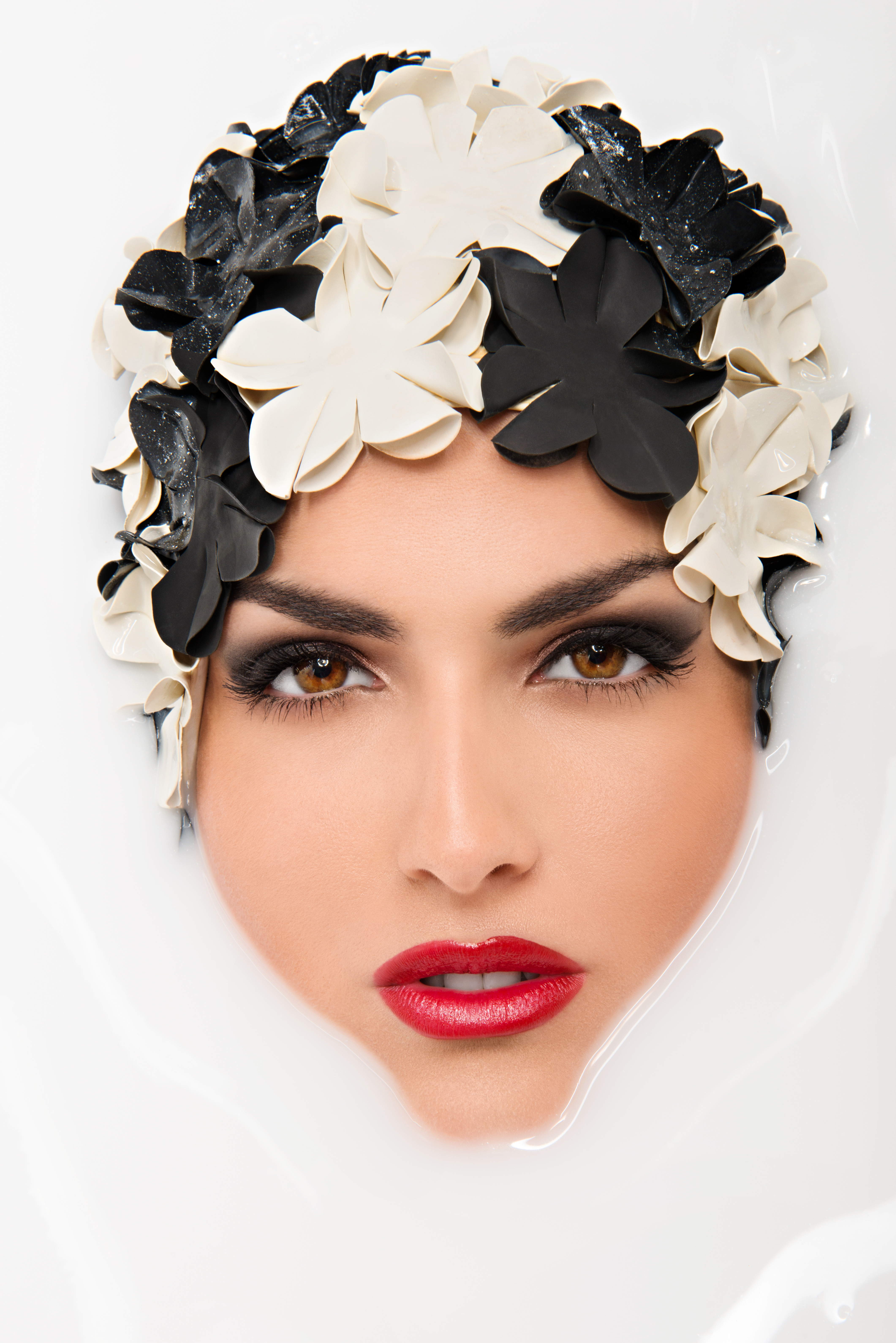
Plongeon dans le lait avec un bonnet de bain 2015

## Histoire
De 1980 à 1990, le bonnet de bain est facultatif dans les piscines parisiennes.

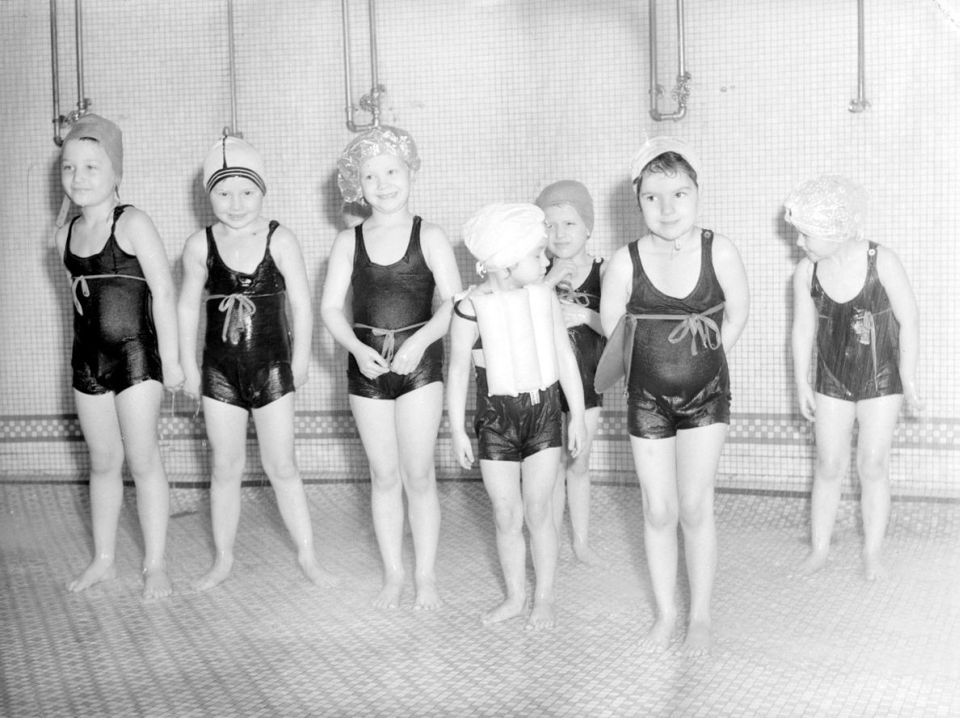
Des fillettes d'une école maternelle de Montréal portant des maillots et des bonnets de bain, en 1943.

Dans les années 1990, le bonnet de bain a été rendu obligatoire pour les scolaires.
Dans les années 2000, le bonnet est devenu obligatoire pour tout le monde.

## Différents types

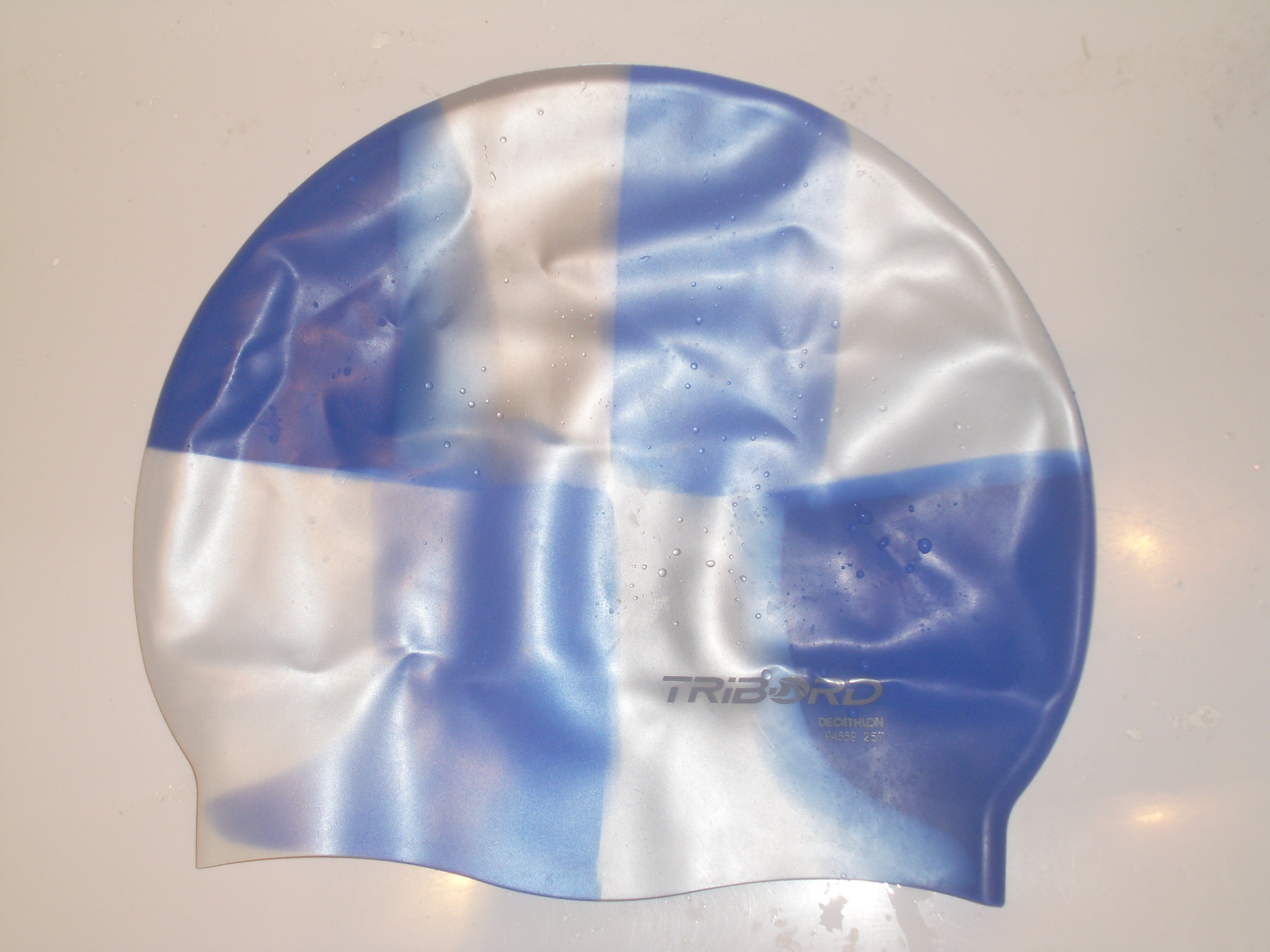
Bonnet de bain en silicone.

Il existe plusieurs sortes de bonnets de bain fabriqués dans 4 matières différentes :
- Bonnet en silicone : il est utilisé par les sportifs. Il a l'avantage d'être facile à enfiler, de durer, mais il peut être sensible à la déchirure et atténue la perception auditive.
- Bonnet en latex : il est peu cher, mais difficile à enfiler (il est conseillé de mettre du talc à l'intérieur) et s'use plus rapidement. Il est avant tout utilisé pour les pratiquants loisirs.
- Bonnet en tissu : facile à enfiler, mais laisse passer l'eau.
- Bonnet en maille : pour des pratiques loisirs
- Bonnet gaufré : bonnet qui a la particularité de tenir avec une sangle et qui est utilisé surtout par les personnes âgées

## Utilisation

### Sport
Le bonnet est utilisé par les sportifs ou par les nageurs réguliers pour protéger les cheveux et pour que ces derniers ne tombent pas dans les yeux. Lors des compétitions, la quasi-totalité des nageurs, hommes ou femmes en portent. Généralement, un nageur qui ne porte pas de bonnet a les cheveux très courts.

### Hygiène
Dans de plus en plus de piscines municipales françaises, le bonnet de bain devient obligatoire pour des raisons d'hygiène : pour éviter que les cheveux ne bloquent les filtres et aussi de manière superflu éviter la propagation de cheveux morts, sales, voire de poux.
Au contraire, en Suisse, le bonnet de bain est rarement obligatoire dans la plupart des piscines publiques.